# Le Platte
Le Platte es una localidad de Trinidad y Tobago, que forma parte de la región de Diego Martín.

## Geografía
La localidad abarca parte de la isla Trinidad y limita al norte con Cameron Road y Paramin, al sur con La Seiva, al este con Paramin, Beau Pres y Maraval y al oeste con Cameron Road y Petit Valley.

## Demografía
Datos demográficos de la localidad de Le Platte:
| Gráfica de evolución demográfica de Le Platte entre 2000 y 2011 |
|                                                                 |